# مگس‌های آشغال
مگس‌های آشغال (نام علمی: Heleomyzidae) نام یک تیره از زیرراسته کوتاه‌شاخکان است.